# آدریان سانچز (بازیکن فوتبال، زاده ۱۹۹۹)
آدریان سانچز (انگلیسی: Adrián Sánchez؛ زادهٔ ۱۴ مهٔ ۱۹۹۹) بازیکن فوتبال اهل آرژانتین است.